# Projekt 671
Projekt 671 „Jorsch“ (Ёрш, russisch für Barsch), von der NATO als Victor-I-Klasse bezeichnet, war eine Baureihe sowjetischer Atom-U-Boote während des Kalten Krieges. Diese nuklearbetriebenen Jagd-U-Boote (SSN) wurden von der sowjetischen Marine zum ersten Mal im Jahr 1967 in Betrieb genommen.

## Entwicklung und Bau
Als sich in der UdSSR die Erkenntnis durchgesetzt hatte, dass man ein spezielles nukleargetriebenes Jagd-U-Boot entwickeln müsse, wurde 1958 mit den Planungen für ein solches U-Boot begonnen. Zunächst lautete die Vorgabe, ein Boot mit 2000 Tonnen Wasserverdrängung und einer maximalen Tauchtiefe von mindestens 300 m zu entwickeln. Man entschied sich für ein Hauptantriebssystem, das aus zwei Druckwasserreaktoren vom Typ OK-300 und nur einem Propeller bestand.
Die Reaktoren lieferten einem U-Boot für etwa acht Jahre Energie, bevor sie ausgewechselt werden mussten. Zum Aufladen der Batterien standen außerdem zwei Dieselgeneratoren mit je 200 kW zur Verfügung. Als Reserve- oder Notfallantrieb fungierten zwei Elektromotoren mit je 275 PS Leistung, die zwei kleine parallel zur Schraube des Hauptantriebs angeordnete Propeller betreiben konnten. Die Victor-Klasse war als Doppelhüllenboot konstruiert und für ihre Rumpfform wählte man eine Form, die einem Wassertropfen nahekam, um möglichst wenig Widerstand unter Wasser zu erzeugen.

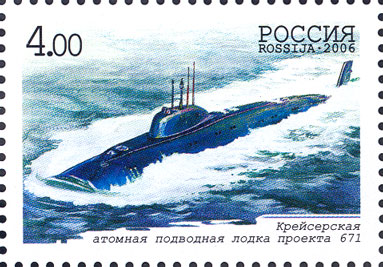
Projekt 671 auf einer russischen 4-Rubel-Briefmarke, 2006

Die Bewaffnung sollte nicht nur gegen gegnerische U-Boote, sondern auch gegen große Überwasserschiffe und Küstenziele wirksam sein und so wurden neben konventionellen 533-mm-Torpedos drei Boote auch für den Einsatz sogenannter Raketen mit Nuklearsprengköpfen vom Typ RPK-2 „Wjuga“ (Вьюга, russisch für Schneesturm) ausgerüstet. Die so modifizierten Boote erhielten die Bezeichnung Projekt 671В.
Nachdem das erste Boot der Klasse, K-38, 1967 in Dienst gestellt wurde, liefen bis 1974 noch 14 weitere Boote vom Stapel. Sie alle waren ihren amerikanischen Gegenstücken zunächst an Geschwindigkeit und Bewaffnung deutlich überlegen, waren wegen ihrer enormen Lärmentwicklung und der besseren Sonarsensoren der Amerikaner jedoch leicht zu orten. Das war den Planern der sowjetischen Marine jedoch noch nicht klar.
Alle Boote wurden in den 1990er-Jahren außer Dienst gestellt und werden mittlerweile, teils durch die G8-Staaten finanziert, abgewrackt. Die Boote werden dabei in drei Sektionen zerlegt. Während Bug- und Hecksektion verschrottet werden können, muss die Reaktorsektion noch Jahre sicher gelagert werden, bevor ihre Zerlegung beginnen kann.
| takt. Nummer | Bauwerft          | Projekt | Kiellegung | In Dienst seit | außer Dienst gestellt | Anmerkungen                                                                                    |
| ------------ | ----------------- | ------- | ---------- | -------------- | --------------------- | ---------------------------------------------------------------------------------------------- |
| K-038        | Admiralitätswerft | 671     | 12.04.1963 | 05.11.1967     | 1992                  | –                                                                                              |
| K-369        | Admiralitätswerft | 671     | 12.04.1963 | 05.11.1967     | 1994                  | zunächst K-69                                                                                  |
| K-147        | Admiralitätswerft | 671     | 16.09.1964 | 25.12.1968     | 1995                  | ab 1991 B-147                                                                                  |
| K-053        | Admiralitätswerft | 671     | 16.12.1964 | 30.09.1969     | 1994                  | ab 1991 B-53                                                                                   |
| K-306        | Admiralitätswerft | 671     | 20.03.1968 | 04.12.1969     | 1995                  | –                                                                                              |
| K-323        | Admiralitätswerft | 671     | 05.07.1968 | 29.10.1970     | 1995                  | trug den Zusatznamen 50 ЛЕТ СССР (50 Jahre UdSSR), ab 1991 B-323                               |
| K-370        | Admiralitätswerft | 671     | 19.04.1969 | 04.12.1970     | 1994                  | ab 1991 B-370                                                                                  |
| K-438        | Admiralitätswerft | 671     | 13.06.1969 | 15.10.1971     | 1995                  | ab 1991 B-438                                                                                  |
| K-367        | Admiralitätswerft | 671     | 14.04.1970 | 05.12.1971     | 1995                  | ab 1991 B-367                                                                                  |
| K-314        | Admiralitätswerft | 671B    | 05.09.1970 | 06.11.1972     | 1989                  | Nach einem Reaktorunfall in der Tschaschma-Bucht (russisch бухта Чажма) außer Dienst gestellt. |
| K-398        | Admiralitätswerft | 671     | 22.04.1971 | 15.12.1972     | 1995                  | ab 1991 B-398                                                                                  |
| K-454        | Admiralitätswerft | 671B    | 16.08.1972 | 30.09.1973     | 1995                  | ab 1991 B-454                                                                                  |
| K-462        | Admiralitätswerft | 671     | 03.07.1972 | 30.12.1973     | 1996                  | ab 1991 B-462-                                                                                 |
| K-469        | Admiralitätswerft | 671B    | 05.09.1973 | 30.09.1974     | 1996                  | ab 1991 B-469                                                                                  |
| K-481        | Admiralitätswerft | 671     | 27.09.1973 | 01.08.1977     | 1993                  | ab 1991 B-481-                                                                                 |

## Einsätze

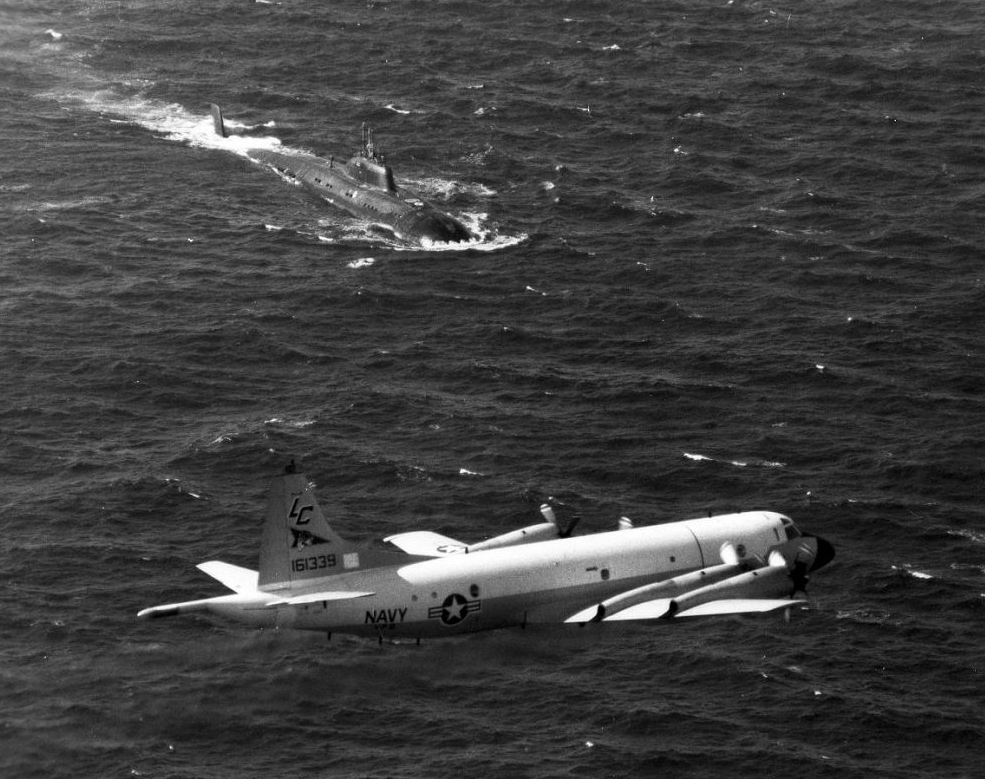
Ein Projekt-671-Boot, 1985, beschattet von einem amerikanischen P-3-Aufklärer der US Navy im Mittelmeer.

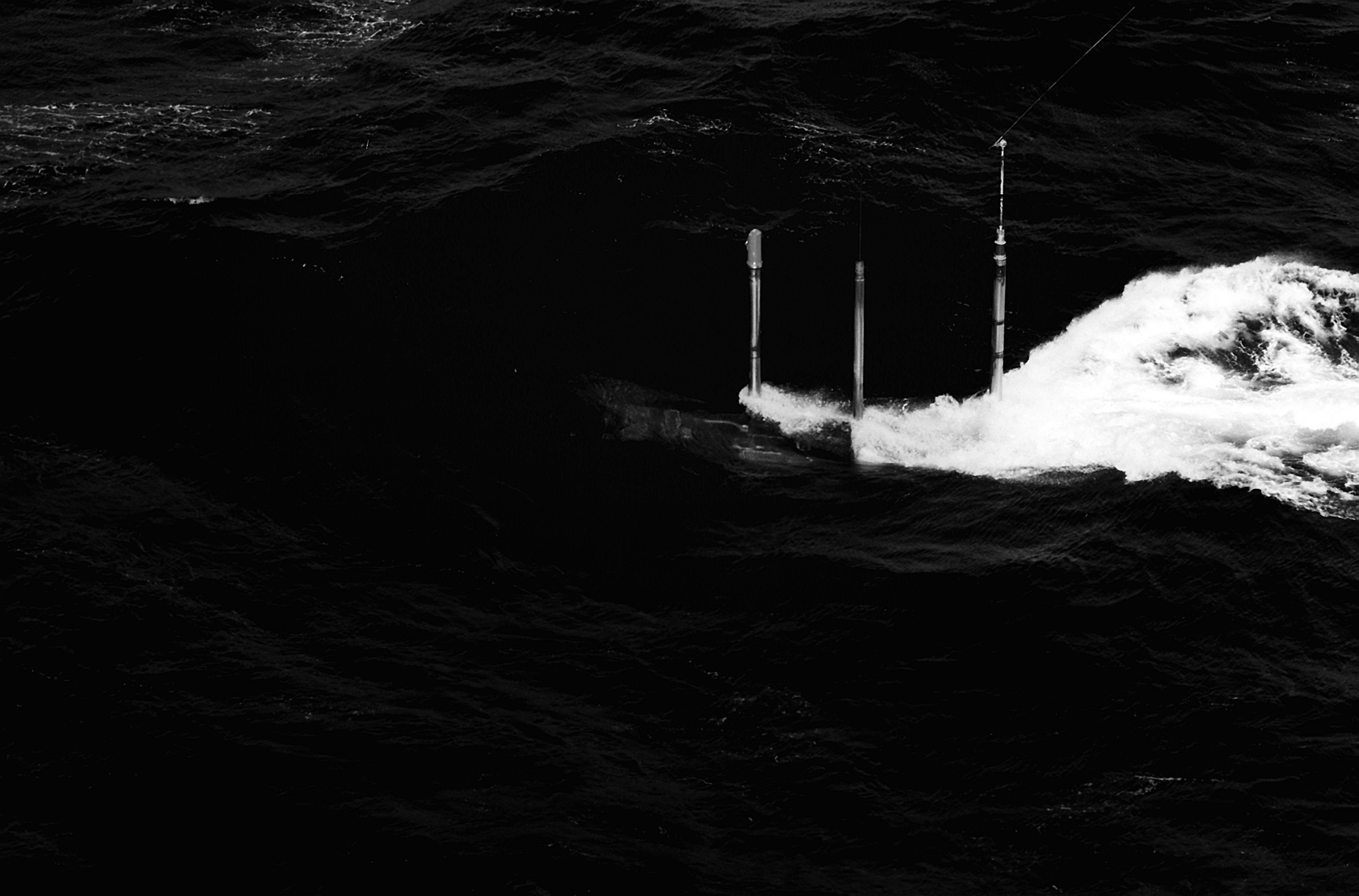
K-314 versucht nach der Kollision mit der Kitty Hawk zu tauchen

Die Boote des Projekts 671 wurden neben den Gewässern um den Nordpol auch im Atlantik, Mittelmeer, im Pazifischen und im Indischen Ozean eingesetzt, meist um Flottenaktivitäten des Westens auszukundschaften.
1974 starteten zwei Boote der Nordflotte, darunter K-469, eine Reise von 107 Tagen durch den Atlantik um das Kap der Guten Hoffnung durch den Indischen in den Pazifischen Ozean. Nach einem Zwischenstopp in Somalia und Manövern im Indischen Ozean marschierten die aufgetauchten Schiffe in Richtung der Straße von Malakka. Auf dem Weg zu der Meerenge wurden sie von einem amerikanischen Lockheed P-3 Aufklärungsflugzeug entdeckt und verfolgt. In der Meerenge gesellten sich dann noch mehrere amerikanische Hubschrauber zu den Verfolgern. Da die sowjetischen U-Boote für kalte Gewässer ausgelegt waren, versagten in den warmen Regionen die Klimaanlagen. Auf dem Victor I erreichte die Temperatur im Boot 70 °C, die relative Luftfeuchtigkeit 90 % und in den überlasteten Systemen brach ein Feuer aus. Es gelang der Besatzung jedoch, das Feuer zu löschen und den Zielhafen zu erreichen. K-469 legte 1976 in 80 Tagen 21.754 Seemeilen zurück ohne aufzutauchen.
In der Nacht des 18. September 1984 befand sich K-53 in der Straße von Gibraltar. Nach einem Kommunikationsstop in geringer Tiefe übergab der Kommandant das Kommando an einen Offizier und verließ die Zentrale. Als er zurückkam, hatte sein Stellvertreter etwa 50 Minuten lang verschiedene Ausweichmanöver fahren lassen und man war sich über die aktuelle Position im Unklaren. Deshalb versuchte der Kommandant nahe der Oberfläche durch das Periskop die Position festzustellen. Als die Meldung über Geräusche eines sich nähernden Überwasserkontaktes in 260° den Kommandanten erreichte, gelang es nicht mehr auszuweichen und der sowjetische Frachter Братство (russisch für „Brüderschaft“) rammte das U-Boot im Bugbereich. Das Hauptsonar und einige Torpedorohre wurden zerstört. Es gelang jedoch, K-53 zu einem sowjetischen Marinestützpunkt in Tunesien und später in die Sowjetunion zu bringen.
K-314 beschattete im März 1984 nahe der Koreastraße einen amerikanischen Flottenverband um den Flugzeugträger Kitty Hawk. Beim Versuch, auf Sehrohrtiefe Beobachtungen durchzuführen, geriet das U-Boot unter den 81.000 Tonnen schweren Flugzeugträger, kam aus der Trimmung und rammte mit seinem Heck gegen die Unterseite des Trägers, schrammte 40 m daran entlang, bevor es freikam. K-314 verlor dabei ein Blatt ihrer Schraube (dieses blieb im Rumpf der Kitty Hawk stecken) und musste auftauchen. Sie musste später in den Heimathafen eingeschleppt werden. Über Schäden an der Kitty Hawk liegen widersprüchliche Angaben vor. Nach Reparaturen war K-314 zunächst wieder auf Patrouille unterwegs, bevor das Boot 1985 zur Bestückung der Reaktoren mit neuen Brennstäben in die Werft bei Wladiwostok ging. Durch Verstöße gegen die Sicherheitsvorschriften zum Umgang mit Nuklearmaterial kam es im Dezember 1985 zu einer Kernschmelze im Reaktor. Es wurden keine Personen getötet und keine Strahlung außerhalb des Bootes freigesetzt.

## Geräuschentwicklung
Eine der entscheidenden Eigenschaften für ein militärisches U-Boot ist dessen Geräuschentwicklung. Jede Unregelmäßigkeit an der Außenhülle kann Wasserverwirbelungen bilden, jede Geräuschquelle im Inneren des Bootes, verursacht durch Maschinen oder Arbeitslärm, kann sich über den Bootskörper als Vibration ins Wasser übertragen, so dass das Boot noch in großer Entfernung zu hören sein kann. Wie weit diese Geräusche zu hören sind, hängt auch von Faktoren wie Salzgehalt des Wassers, Tiefe des U-Bootes und Wassertemperatur ab. Über die Victor-I-Klasse liegen zur Geräuschentwicklung einige Angaben vor, die sich jedoch nicht unabhängig bestätigen lassen.
- Nach amerikanischen Angaben gelang es der Sosus-Überwachung bereits 1968 erstmals, ein U-Boot der Victor-I-Klasse zu orten.[14]
- Nach russischen Angaben gelang es K-147 1985 während der Operation „Апорт“, das amerikanische U-Boot Simon Bolivar sechs Tage lang unentdeckt zu verfolgen.[15]